# Compsocerus parviscopus
Compsocerus parviscopus là một loài bọ cánh cứng trong họ Cerambycidae.